# Frome

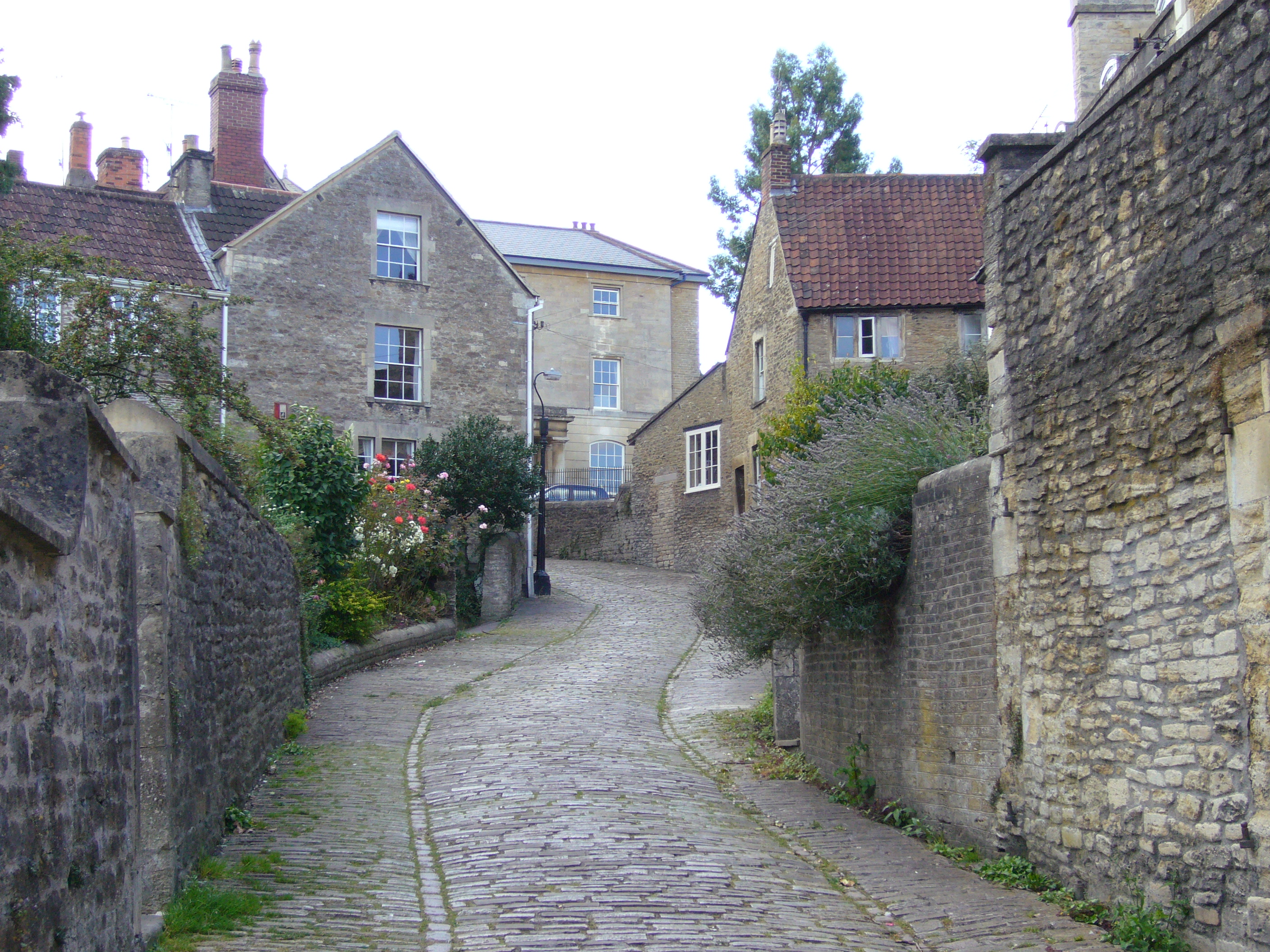
Frome, Gentle Street

Frome (výslovnost „Frúm“) je město v anglickém hrabství Somerset. Má 26 203 obyvatel (sčítání v roce 2011). 
Místním rodákem je jezdec formule 1 Jenson Button. V letech 1903 až 1908 zde firma B. Thomson & Co. Ltd. vyráběla automobily se značkou Achilles.